# Rodolfo Drengot
Rodolfo Drengot (Normandia, 985 circa – Normandia, dopo il 1020) è stato uno dei primi cavalieri normanni giunti come avventurieri nell'Italia meridionale.

## Biografia
Le principali fonti storiche sulla vita e le imprese di Rodolfo sono le opere degli storici Amato di Montecassino e Guglielmo di Apulia, suoi contemporanei.
Rodolfo era appartenente alla famiglia Drengot Quarrell, originaria di Villaines-la-Carelle, una località vicino Alençon, nella Bassa Normandia. Aveva quattro fratelli: Rainulfo, Asclettino, Gilberto e Osmondo.
Osmondo aveva ucciso una persona vicina al duca Riccardo II di Normandia e perciò, con l'accusa di tale assassinio, fu bandito dal regno. Così lui e tutti i suoi fratelli accompagnarono (insieme ad una masnada di 250 guerrieri composta da altri esiliati, militari senza terra e avventurieri simili) in un pellegrinaggio a Monte Sant'Angelo sul Gargano, al santuario dell'arcangelo-soldato Michele (1017). Alcune fonti affermano che i guerrieri Normanni fecero una tappa anche a Roma per incontrare papa Benedetto VIII. Le fonti divergono sul capo della compagnia di ventura: Orderico Vitale e Guglielmo di Jumièges dicono che fosse Osmondo. Per Rodolfo il Glabro era proprio Rodolfo. Leone Ostiense, Amato di Montecassino e Ademaro di Chabannes nominano invece Gilberto Buatère che la maggior parte delle cronache dell'Italia meridionale indica come capo normanno nella battaglia di Canne (1º ottobre 1018).
In Puglia i normanni guidati dai Drengot cominciarono ad offrire la loro protezione, dietro pagamento di un compenso, ai pellegrini diretti al santuario, in modo da metterli al riparo dalle scorrerie degli altri predoni, facendosi presto conoscere per la loro valentia nelle armi. 
Fu così che si unirono alle forze di Melo di Bari, il quale, dopo la fallita rivolta antibizantina del 1009-1011, cercava quel sostegno militare che scarseggiava tra i longobardi e che l'imperatore Enrico II gli aveva negato. Ma la battaglia combattuta a Canne (1º ottobre 1018) fu per gli insorti un vero disastro: le truppe furono decimate dai bizantini di Basilio Boioannes e i fratelli di Rodolfo, Osmondo e Gilberto, caddero in battaglia. I superstiti della banda trovarono comunque rifugio ad Ariano, sull'Appennino campano, sede di un'importante contea longobarda; qui, nel giro di qualche anno, riuscirono a usurpare il potere, tanto che la contea normanna di Ariano venne formalmente riconosciuta dall'imperatore Enrico II di Franconia già nel 1022.
Successivamente Rainulfo Drengot emerse come capo indiscusso delle rimanenti milizie normanne che, a loro volta, dalla Puglia dovettero ritirarsi in Campania.
Dopo di ciò, Melo si recò a Bamberga per incontrare l'imperatore Enrico II e Rodolfo lo accompagnò, probabilmente dopo che entrambi si erano rifugiati a Roma presso il papa.
Rodolfo ritornò a sud con la successiva spedizione dell'imperatore e si insediò presso Comino sotto un conte nipote di Melo. Infine in compagnia di un gruppo di alcuni Normanni tornò in Normandia.